# Марија Велика Комнина Палеологина
Марија Велика Комнин Палеолог (? — 17. децембар 1439) је била ћерка трапезунтског цара Алексија IV Великог Комнина и трећа по реду супруга византијског цара Јована VIII Палеолога.
Поводом њене смрти, до које је дошло у царевом одсуству (17. децембра 1439. године), Јован Евгеник, ђакон и номофилакс Велике Цркве у Цариграду, написао је једну елегију.

## Живот
У септембру 1427. године, принцеза Марија је удата за византијског цара Јована VIII Палеолога обред венчања обавио је патријарха Јосиф II у Цариграду, последњег дана августа Марија је дошла бродом из Трапезунта; о браку је преговарано преко посланстава послатих из Цариграда претходне године. Ектхесис Хроника је назива Марија Кантакузин (Кантакузина је била женска варијанта презимена Кантакузин) и велича њену изузетну лепоту због које је цар Јован VIII јако волео.
Бертрандон де ла Брокијер, који ју је видео у Цариграду 1432. године, такође је хвалио њену лепоту, рекавши: „Не би требало да имам грешку да нађем код ње да није била насликана, а свакако јој то није било потребно.
Шпански путник Перо Тафур упознао је царицу Марију новембра 1437. године, када је посетио Константинопољ и дао нам увид у њен свакодневни живот. Током свог боравка у Цариграду, Тафур је открио да је она често одлазила у лов по околним селима, било сама или са царем Јованом VIII. Додаје да је у том граду упознао њеног старијег брата Александра, који је живео „у изгнанству са својом сестром, царицом, и кажу да су његови односи с њом непоштени“. Када се Перо Тафур вратио у Цариград а, додаје, неколико месеци касније, тражио је да му покажу храм Свете Софије, међу његовим домаћинима били су не само деспот Константин, већ и царица Марија и њен брат Александар, сви су желели да тамо слушају литургију.
Маријин брак са  царем Јованом VIII трајао је дванаест година, али нису имали деце. Сфранцес бележи датум њене смрти, док је цар Јован VIII био у Италији на сабору у Фиренци; Стивен Рансиман је приписао њену смрт бубонској куги. Сахрањена је у цркви манастира Христа Пантократора у Цариграду. Јован Евгеник, брат Светог Марка Евгеника из Ефеса, написао је тужбалицу због њене смрти.
После Маријине смрти цар Јован VIII се више није женио и умро је без деце 31. октобра 1448. године. Наследио га је млађи брат Константин XI, који је постао последњи цар. Цар Константин XI је био удовац када је ступио на престо и никада се више није оженио, што је учинило Марију последњом царицом Византијског царства.

## Породично стабло
| \| \| \| \| \| \| \| \| 4. Манојло III Велики Комнин \| \| \| \| \| \| \| \| \| \| \| \| \| \| \| \| \| \| \| \| \| \| \| \| \| \| \| \| \| \| \| \| \| \| \| \| \| \| \| \| \| \| 2. Алексије IV Велики Комнин \| \| \| \| \| \| \| \| \| \| \| \| \| \| \| \| \| \| \| \| \| \| \| \| \| \| \| \| \| \| \| \| \| \| \| \| \| \| \| \| \| \| \| \| \| \| \| \| 5. Гулхан-Евдокија од Грузије \| \| \| \| \| \| \| \| \| \| \| \| \| \| \| \| \| \| \| \| \| \| \| \| \| \| \| \| \| \| \| \| \| \| \| \| \| \| \| \| \| \| \| \| \| \| \| \| 1. Марија Велика Комнина Палеологина \| \| \| \| \| \| \| \| \| \| \| \| \| \| \| \| \| \| \| \| \| \| \| \| \| \| \| \| \| \| \| \| \| \| \| \| \| \| \| \| \| \| \| \| \| \| \| \| \| \| \| \| \| \| \| \| \| \| \| \| \| \| \| \| \| \| \| \| \| \| \| \| \| \| \| \| \| \| \| \| \| \| \| \| \| \| \| \| \| \| \| \| \| \| \| \| 3. Теодора Кантакузин \| \| \| \| \| \| \| \| \| \| \| \| \| \| \| \| \| \| \| \| \| \| \| \| \| \| \| \| \| \| \| \| \| \| |                                      |  |  |  |  |  |                              |  |  |  |
| |                                      |  |  |  |  |  | 4. Манојло III Велики Комнин |  |  |  |
| |                                      |  |  |  |  |  |                              |  |  |  |
| |                                      |  |  |  |  |  |                              |  |  |  |
| |                                      |  |  |  |  |  |                              |  |  |  |
| | 2. Алексије IV Велики Комнин         |  |  |  |  |  |                              |  |  |  |
| |                                      |  |  |  |  |  |                              |  |  |  |
| |                                      |  |  |  |  |  |                              |  |  |  |
| |                                      |  |  |  |  |  |                              |  |  |  |
| | 5. Гулхан-Евдокија од Грузије        |  |  |  |  |  |                              |  |  |  |
| |                                      |  |  |  |  |  |                              |  |  |  |
| |                                      |  |  |  |  |  |                              |  |  |  |
| |                                      |  |  |  |  |  |                              |  |  |  |
| | 1. Марија Велика Комнина Палеологина |  |  |  |  |  |                              |  |  |  |
| |                                      |  |  |  |  |  |                              |  |  |  |
| |                                      |  |  |  |  |  |                              |  |  |  |
| |                                      |  |  |  |  |  |                              |  |  |  |
| |                                      |  |  |  |  |  |                              |  |  |  |
| |                                      |  |  |  |  |  |                              |  |  |  |
| |                                      |  |  |  |  |  |                              |  |  |  |
| |                                      |  |  |  |  |  |                              |  |  |  |
| | 3. Теодора Кантакузин                |  |  |  |  |  |                              |  |  |  |
| |                                      |  |  |  |  |  |                              |  |  |  |
| |                                      |  |  |  |  |  |                              |  |  |  |